# L'Alchimiste du Neutronium
L’Alchimiste du Neutronium est le deuxième tome de la trilogie l'Aube de la nuit de Peter F. Hamilton. Il fait suite à Rupture dans le réel. Publié en anglais en 1997 sous le nom de The Neutronium Alchemist, il est séparé en deux tomes dans sa version française, :
- Consolidation
- Conflit

Il est suivi par Le Dieu nu.

## Résumé
Le roman raconte la lutte de l'humanité contre la possédés (êtres humains contrôlés par des morts) et la poursuite de la Dr Alkad Mzu, créatrice de l'Alchimiste du Neutronium (une arme extrêmement puissante), par plusieurs équipes antagonistes, dont celle dirigée par Joshua Calvert.